# Feliks Szajnert
Feliks Szajnert (sinh ngày 5 tháng 11 năm 1944) là một diễn viên người Ba Lan.

## Tiểu sử
Feliks Szajnert tốt nghiệp Trường Điện ảnh Quốc gia ở Łódź (PWSFTviT) vào năm 1965.
Feliks Szajnert là diễn viên sân khấu của nhiều nhà hát bao gồm:
- 1965–1969: Nhà hát Wojciecha Bogusławskiego ở Kalisz
- 1969–1970: Nhà hát Dolnośląski ở Jelenia Góra
- 1970–1973: Nhà hát Stefana Jaracza ở Olsztyn
- 1973: Nhà hát Dramatyczny ở Szczecin
- 1974–1975: Nhà hát Ludowy ở Kraków - quận Nowa Huta
- Từ năm 1974: Nhà hát Juliusz Słowacki ở Kraków

Ngoài sự nghiệp diễn xuất trên sân khấu, Feliks Szajnert là gương mặt quen thuộc trong hàng chục phim điện ảnh và phim truyền hình.
Năm 2012, Feliks Szajnert được Bộ Văn hóa và Di sản Quốc gia (Ba Lan) trao tặng Huy chương đồng Huy chương Công trạng về văn hóa - Gloria Artis vì những cống hiến nổi bật cho văn hóa và nghệ thuật của đất nước Ba Lan.

## Thành tích nghệ thuật
Dưới đây liệt kê một số phim nổi bật có sự góp mặt của Feliks Szajnert:
- 1964: Banda
- 1976: Spokój
- 1978: 07 zgłoś się (phim truyền hình)
- 1979: Szansa – Podleśny
- 1982: Austeria – Gerson
- 1982: Hotel Polanów i jego goście (phim truyền hình)
- 1984: W starym dworku, czyli niepodległość trójkątów
- 2000: Duże zwierzę
- 2003: Tak czy nie?
- 2004: Cud w Krakowie
- 2005: Szanse finanse
- 2006-2007: Kryminalni – Kiciu (phim truyền hình)
- 2013: Głęboka woda – Cha của Alicja (phim truyền hình)
- 2017: Miasto skarbów – Avi Schmidt (phim truyền hình)